# DiskCryptor
DiskCryptor — свободное программное обеспечение с открытым исходным кодом, предназначенное для шифрования всех разделов дисков, включая системные разделы, внешних устройств хранения информации, USB-накопителей, создания зашифрованных CD и DVD а также образов CD/DVD.
Разработку DiskCryptor, начатую в 2007 году первоначальным автором ntldr, прекратившуюся в 2014 году, теперь продолжает и развивает DavidXanatos совместно с разработчиками-вкладчиками.

## Возможности
- Использует алгоритмы шифрования AES-256, Twofish, Serpent, включая их комбинации.
- Поддерживает полное шифрование диска, шифрование разделов и шифрование внешнего хранилища.
- Прозрачное шифрование дисковых разделов.
- Полная поддержка динамических дисков.
- Позволяет иметь несколько зашифрованных томов на одном диске.
- Поддержка дисковых устройств с большим размером сектора (важно для работы с аппаратным RAID, требуется для томов большого объёма).
  - Высокая производительность, сопоставимая с эффективностью незашифрованной системы.
- Поддержка аппаратного ускорения шифрования AES:
  - Новый набор инструкций AES для процессоров Intel и AMD;
  - Расширения PadLock[англ.] на процессорах VIA;
- Поддержка расширения SSD-накопителей TRIM.
- Совместимость с 32-битными и 64-битными операционными системами Windows (XP, Vista, 7, 8, 8.1 и 10).
- Широкий выбор конфигурации загрузки зашифрованной ОС. Поддержка различных вариантов мультизагрузки.
- Полная совместимость с загрузкой UEFI/GPT
- Полная совместимость со сторонними загрузчиками (LILO, GRUB и т. д.).
- Возможность размещения загрузчика на внешнем носителе и аутентификации с использованием ключевого носителя.
- Шифрование системы и загрузочных разделов с предзагрузочной аутентификацией для защиты системы от несанкционированного доступа.
- Поддержка ключевых файлов.
  - Полная поддержка внешних устройств хранения данных.
- Возможность создания зашифрованных CD и DVD.
  - Возможность создания зашифрованных ISO-образов для безопасного хранения данных.
- Полная поддержка шифрования внешних USB-накопителей.
- Автоматическое монтирование дисковых разделов и внешних накопителей.
  - Поддержка горячих клавиш и командной строки.
- Универсальная общественная лицензия GNU GPLv3.[5]

## История версий
Ограничения текущей версии
1. Зашифрованный базовый системный раздел нельзя преобразовывать в динамический (после конвертации система не загрузится).
2. При шифровании системного или загрузочного разделов в пароле нельзя использовать национальные символы. Если ваша клавиатура имеет QWERTZ или AZERTY раскладку, то необходимо использовать только символы из набора [A-Z][a-z][0-9].[6]

| Версия | Билд        | Дата       | Описание |  |
| ------ | ----------- | ---------- | --- |  |
| 1.3.0  |             | 2024-02-23 | - Добавлено безопасное шифрование системного тома (загрузчик тестируется перед тем, как что-либо будет зашифровано) - Добавлена возможность восстановления MBR, если она была повреждена инструментом разбиения на разделы или резервного копирования/восстановления - Исправлена проблема с изоляцией ядра в Windows 10/11. |  |
| 1.2.2  | 848.118.202 | 2020-04-27 | - Добавлена совместимость с процедурой обновления функций Windows 10 с использованием механизма ReflectDrivers - Добавлены дополнительные сообщения загрузчика EFI в пользовательский интерфейс - Добавлена возможность включения пароля изображения EFI из пользовательского интерфейса - Добавлено отображение оставшихся символов сообщений - Улучшен ввод пароля CLI загрузчика UEFI - Реструктурирован графический интерфейс конфигурации загрузчика |  |
|        | 848.118.201 | 2020-03-14 | - Добавлена возможность монтировать тома в режиме только для чтения - Переключен на использование «быстрой» реализации шифрования для загрузчика x64 UEFI - Добавлена поддержка аппаратного шифрования для загрузчика x64 UEFI - Отключен режим очистки на драйверах SSD (так как на них он бесполезен и может повредить SSD) - Исправлены проблемы с обновлением драйвера в Windows 10 - Исправлены некоторые значения конфигурации EFI, которые не загружались должным образом библиотекой API |  |
|        | 846.118.200 | 2020-01-29 | - Загрузчик EFI - Загрузчик Shim для достижения совместимости с безопасной загрузкой - Процедура установки загрузчика для разделов GPT - Интегрированная установка загрузчика EFI в CLI - Отображение типа диска в диалоговом окне установки загрузчика - Интегрированная установка загрузчика EFI в GUI - Проект перенесен в Visual Studio 2017 с использованием win 7 sdk для совместимости - Сообщения об ошибках теперь содержат строку ошибки вместо зашифрованного кода ошибки - Включено понимание высокого DPI в GUI - Исправлено неправильное определение загрузочных разделов - Исправлено удаление драйвера, из-за которого не удавалось удалить dcrypt.sys |  |
| 1.1    | 846.118     | 2014-07-09 | - Улучшено: Более точная обработка написания заголовков томов. Снижен риск потери данных в процессе шифрования. - Исправлено: Некоторые ошибки совместимости с Windows 8. |  |
|        | 836.118     | 2014-06-25 | - Добавлено: совместимость с Windows 8.0 и 8.1. - Исправлено: BSOD при расшифровке форматированного объема. - Улучшено: Устранение ошибок в коде. |  |
| 1.0    | 802.118     | 2014-01-01 | - Улучшено: Совместимость с perfmon (операции IO отображаются на вкладке Disk Activity). - Улучшено: внутренние улучшения качества программного кода. - Исправлено: ошибка с потерей памяти на некоторых ноутбуках (карта e820 увеличена до 64 элементов). |  |
|        | 757.115     | 2013-01-03 | - Добавлено: workaround for AES-NI support on Hyper-V. - Добавлено: internal self-tests for PKDBF2 and XTS engines. - Исправлено: bug with data loss with some cases on VIA-PadLock. - Исправлено: regression with SSD detection on Windows XP. - Исправлено: bug with no FS creation when formatting from GUI. |  |
|        | 744.115     | 2012-12-14 | - Проект перенесен в Visual Studio 2010. - Улучшено: 3tb+ disks detection. |  |
|        | 732.111     | 2011-05-23 | - Добавлено: оптимизация для набора инструкций AVX. - Исправлено: более стабильны результаты внутреннего теста. - Улучшено: внутренняя архитектура. |  |
|        | 716.109     | 2010-10-23 | - Добавлено: опция Deny access to unencrypted devices. - Добавлено: опции командной строки. - Улучшено: совместимость PXE загрузки. - Исправлено: ошибки. |  |
|        | 711.107     | 2010-07-31 | - Исправлено: ошибки. |  |
|        | 709.107     | 2010-06-29 | - Исправлено: ошибки. |  |
|        | 708.107     | 2010-06-27 | - Добавлено: возможность менять размер зашифрованных разделов средствами ОС (из остнастки управления дисками). - Удалено: поддержка Windows 2000. |  |
|        | 667.107     | 2010-05-16 | - Улучшено: совместимость со сторонними загрузчиками. |  |
|        | 666.106     | 2010-05-09 | - Добавлено: оптимизированная под SSE2 реализация Serpent. Теперь Serpent уступает по скорости только аппаратному AES. |  |
|        | 664.106     | 2010-05-08 | - Добавлено: оптимизация ввода-вывода для SSD, ускоряющая последовательный доступ в 1.5-2 раза. Оптимизация включается только если диск идентифицируется как SSD (согласно стандарту ATA-ACS8), если ваш SSD некорректно поддерживает соответствующую спецификацию, то оптимизация включена не будет, чтобы не сделать хуже. Оптимизация может быть принудительно отключена в настройках программы. - Добавлено: поддержка TRIM для SSD и возможность отключать обработку TRIM для сохранения правдоподобного отрицания причастности. Поддержка TRIM доступна только на Windows 7 и выше. - Изменено: значительные изменения в архитектуре ввода-вывода.               |  |
| 0.9    | 593.106     | 2010-04-24 | Произведено большое количество архитектурных изменений, направленных в основном на улучшение производительности и упрощение кода. Производительность базовой реализации AES для x86 увеличена на 10-15 %, улучшена оптимизация параллельного шифрования для систем с большим количеством процессоров (более 8ми), переписана поддержка VIA-PadLock, что позволило во много раз ускорить AES на этой платформе. Добавлена поддержка инструкций AES-NI, что позволило повысить производительность AES в 10-15 раз на соответствующих процессорах. |  |
| 0.8    |             | 2009-07-28 | |  |
| 0.7    |             | 2009-05-31 | Начиная с этой версии все драйвера DiskCryptor содержат корректную ЭЦП и могут быть установлены на Windows Vista x64 без отключения проверки подписи (благодаря ReactOS Foundation). Последняя версия, выложенная на SourceForge. |  |
| 0.6a   |             | 2009-01-19 | |  |
| 0.6    |             | 2009-01-14 | |  |
| 0.5    |             | 2008-12-26 | DiskCryptor до версии 0.5 был полностью совместим с TrueCrypt, так как использовал аналогичный формат раздела и шифровал данные алгоритмом AES-256 в режиме LRW. Это давало возможность открыть зашифрованный раздел на Linux или MacOS при помощи TrueCrypt. Начиная с версии 0.5 решено отказаться от совместимости с TrueCrypt и предыдущими версиями DiskCryptor, так как это вызывало ряд неразрешимых другим способом проблем. В настоящее время DiskCryptor использует формат раздела принятый в версии 0.5, и все дальнейшие изменения будут вноситься без потери совместимости.                                                                               |  |
| 0.4    |             | 2008-09-27 | Последняя полностью совместимая с TrueCrypt версия. |  |
| 0.3    |             | 2008-07-17 | |  |
| 0.2.6  |             | 2008-03-18 | |  |
| 0.2.5  |             | 2008-01-11 | |  |
| 0.2    |             | 2007-12-19 | |  |
| 0.1    |             | 2007-11-19 | Первый публичный релиз. |  |

| Стабильные      |
| Бета            |
| Запланированные |

## Используемые криптоалгоритмы
| Алгоритмы  | Алгоритмы |
| Шифрования | Хеша      |
| ---------- | --------- |
| AES-256    | SHA-512   |
| Serpent    |           |
| Twofish    |           |

Возможность использования нескольких криптоалгоритмов в цепочке позволяет сохранить безопасность даже при взломе одного из них.

## Безопасность
Ключ шифрования генерируется случайным образом и хранится в зашифрованном виде в первом секторе тома. Гарантией безопасной реализации криптографических алгоритмов является то, что они проверяются встроенным тестом согласно официальным тестовым векторам, а открытый исходный код гарантирует, что в программе отсутствуют закладки. Свободный открытый код DiskCryptor — явное преимущество перед проприетарным программным обеспечением для шифрования с аналогичным функционалом, использование которого для защиты конфиденциальных данных несет риск скрытых платежей или содержания бэкдоров.
Исходный код каждого релиза подписан PGP-ключом автора, что исключает возможность распространения модифицированного кода с внесенными закладками.

## Производительность
Криптографические алгоритмы для версии x86 реализованы на языке ассемблера, причем реализация имеет максимальное количество оптимизаций для процессоров Intel Core i5-i7, оставаясь при этом достаточно быстрой и на любых других процессорах. Применены почти все возможные улучшения для повышения производительности, в частности — код алгоритма AES генерируется динамически, с оптимизацией под использование конкретного ключа. На многопроцессорных системах операции шифрования могут выполняться параллельно, при этом DiskCryptor автоматически выбирает оптимальный параллельный режим, в зависимости от конфигурации системы. DiskCryptor также может использовать аппаратные расширения криптографии, если процессор их поддерживает.

## Поддерживаемые ОС
| Операционная система | Пакет обновлений | Разрядность |
| -------------------- | ---------------- | ----------- |
| Windows 2000         | SP0-SP4          | x86         |
| Windows XP           | SP0-SP3          | x86, x64    |
| Windows Server 2003  | SP0-SP2          | x86, x64    |
| Windows Vista        | SP0-SP2          | x86, x64    |
| Windows Server 2008  | SP0-SP2          | x86, x64    |
| Windows 7            | SP1              | x86, x64    |
| Server 2008 R2       |                  | x64         |
| Windows 8 / 8.1      |                  | x86, x64    |
| Windows 10           |                  | x86, x64    |